# Спиц невус
Спиц невуси посебна су врста стечених меланоцитних неоплазија од епителоидних и вретенастих ћелија различитог степена атипије. Ови брзорастући меланоцитни невус са карактеристичним хистопатолошким карактеристикама који се могу погрешно сматрати малигним меланомом коже, најчешће су бенигне природе.
У појединим случајевима, међутим, диференцијална дијагноза ка меланому је тешка (aтипични Спицоидни тумори). Препорука је да само Спиц невуси дијаметра мањег од 1 cm, који су у равни коже и правилних дермоскопских карактеристика, треба краткотрајно да се прате током 2-3 месеца и уклоне само уколико се мењају у том периоду. За Спиц невусе веће од 1 cm (с атипичним дермоскопским карактеристикама), посебно оне у постпубертетском периоду, и за све нодуларне и улцерисане форме и лезије које личе на васкуларне туморе, индиковани су хируршко уклањање и хистопатолошки преглед. Такође, сваки тумор коже код деце, који брзо расте и мења се, неопходно је хитно уклонити.

## Епоним
Лезија је добила име по Софији Спиц (1910 – 1956) докторици патологе која је прва описала ову врсту невуса код деце 1948. године, као доброћудну лезију бенигног клиничког тока, без типичних агресивних карактеристика меланома. Пре њене идентификације, ови тумори су дијагностиковани као малигни меланом у детињству на основу њихових хистолошких карактеристика.

## Називи
Ова врста невуса познат је и следећим називима епителиоидни невус — вретенасти невус,  али и као погрешни називи бенигни јувенилни меланом  — Спиц јувенилни меланом.

## Епидемиологија
Преваленција Спицовог невус процењује се на 1,4 случаја на 100.000 и представља 1% свих хируршки уклоњених меланоцитних невуса. Обично су. 1/3 болесника  деца млађа од 10 година, 36% су болесниици у доби од 10 до 20 година, а само 31% болесника је старије од 20 година.

## Етиопатогенеза
Етиологија и патогенеза су непознати, али се зна  да се овај невус развија из ћелија нервног гребена. Постоји повезаност са опекотинама од сунца, али узрочна веза није утврђена.
Генетичка истраживања Спиц невуса су показала да већина ћелија има нормалан број хромозома, међутим показало се и да мањи број (25%) ћелија садржи додатне копије делова неких хромозома, као што је кратки крак хромозома 11 (11п).
Патогенетске асоцијације нису регистроване, могуће је да су овај невус и малигни меланом коже стадијуми истог континуираног патолошког процеса.
Атипични облик
Познат и као спицоидни тумор са неизвесним малигним потенцијалом. Атипичне карактеристике су: почетак у доби од 11-17 година и више, величина већа од 10 mm, асиметрија, неправилне ивице, промена боје, неуједначена обојеност, необична локализација (дебло), поткожно укључивање у процес - масно ткиво, улцерација, крварење и свраб. Пријављени су случајеви метастаза.
Боја фокуса је уједначена. Боја неоплазме зависи од степена васкуларизације и количине меланина у његовој структури. Због тога разликују:
| Облик            | Карактеристике |
| ---------------- | --- |
| Хипопигментирани | Ружичасто - црвене боје. Овај облик се најчешће јавља |
| Пигментирани     | Светло браон-жућкасте до плаво-црне боје. Ређе се јавља. Ридов невус као озбиљна хиперпигментација (пигментирани невус вретенастих ћелија) тренутно сматра засебном нозологијом ове врсте невуса. |

Најчешће се неоплазма налази на глави (лице, ушне шкољке, ређе скалпу, периорбитални регион) и врат, ређе на доњим екстремитетима. Описани су и казуистички случајеви локализације на слузокожи уста и гениталија, као случајеви вишеструких или груписаних невуса.

## Клиничка слика
То је усамљена, умерено густа на палпацију, добро изражена, без длака, асимптоматска, куполаста или равна папула (чвор) пречника 0,2 до 2 cm (средње 0,6 cm) глатке или брадавичасте површине.

## Дијагноза
Дијагноза се поставља на основу анамнезе, клиничке слике, дерматоскопије и хистолошког прегледа.

### Дерматоскопија
Дермоскопија је неинвазивна дијагностичка метода која увећава површину коже, и зато се користи као поуздан алат за дијагностиковање Спиц невуса.
Под дерматоскопом, Спиц невуси показују различите обрасце који помажу практичарима у постављању дијагнозе.
На доњој табели приказане су главне дерматоскопске карактеристих оба облика Сциц невуса.
| Облик            | Карактеристике |
| ---------------- | --- |
| Хипопигментирани | Преовлађују васкуларне манифестације - тачкасти крвни судови, крвни судови у облику зареза и гломерула, смештени на једноличној ружичастој позадини. Могу се видети бледосмеђе куглице или бледе пигментне мрље |
| Пигментни        | Смеђе формације са тамним централним делом и нешто светлијим периферним делом, у којима се налазе сферне глобуле које формирају карактеристичан ланац на граници са здравом кожом. Образац централног дела је променљив. Најчешће се налазе хомогена пигментација и глобуле. У неким случајевима, спиц невус можда нема карактеристичне знакове и изгледа као неравномерно пигментисана сиво-плава или сиво-црна тачка. Ридов невус карактерише присуство уједначеног радијалног сјаја (псеудоподије), интензивно пигментисан центар и често присуство од бело-плавог вела. |

### Хистопатолошки преглед
Хистопатолошки, невус може бити:
- гранични,
- мешовити (најчешће),
- интрадермални.

Хистолошки, Спиц невуси се састоје од вретенастих и/или епителоидних меланоцита са великим језгрима и обилном цитоплазмом.  Меланоцити који се виде у шпиц невусима су често већи од оних у другим облицима невуса, али генерално показују уједначене карактеристике. Често се откривају појединачни меланоцити и гнезда меланоцита који се налазе изнад дермо-епидермалног споја. Поред тога, често се виде Камино тела, која су заобљене еозинофилне глобуле 
Невусне ћелије се налазе углавном у ограниченим гнездима која се протежу од хиперпластичног епидермиса до ретикуларног дермиса у облику обрнутог троугла. У строми се врло често примећују едем и телангиектазије. Меланин је у многим случајевима или практично одсутан или веома мали. Понекад постоје митозе и инфламаторни инфилтрати. Многа велика, хиперхромна језгра се често налазе у епителоидним ћелијама.
Атипични Спиц невус карактерише изражена ћелијска и повећана митотичка активност. Што је невус атипичнији, то је теже разликовати спиц невус од малигног меланома коже.

## Диференцијална дијагноза
У диференцијално дијагнози Спиц невуса треба имати у виду болести које су наведене у доњој табели:
| Хипопигментирани облик | Пигментни облик                                                               |
| --- | ----------------------------------------------------------------------------- |
| - пиогени гранулом - педијатријски хемангиом - брадавице - моллускум контагиозум - дерматофибром - акрохордон - мастоцитома - јувенилни ксантогранулом - дермални меланоцитни невус - депигментирани меланом коже | - стечени меланоцитни невус - диспластични невус - плави невус - црвени невус |

## Терапија
Препоручује се потпуна хируршка ексцизија лезије (са маргинама од 5  mm до 1cm у случају атипичних варијанти), након чега следи поновна ексцизија позитивних ивица, ако их има. 
Како непотпуна ексцизија често доводи до рецидива препоручује се периодично праћење невуса у интервалима од 6 до12 месеци више година. 
Непотпуно уклоњени Спиц невуси могу показати псеудомеланоматозне промене на накнадној биопсији, што представља дијагностички изазов за пружаоце услуга и отежава лечење.  Из тог разлога, многи дерматолози одлучују да потпуно уклоне Спиц невус када је то клинички изводљиво. 

## Прогноза
Ток болести је непредвидив. У већини случајева невус се јавља поново (на непромењеној кожи). Обично анамнеза показује неочекивани почетак и брз раст (који може достићи 1 cm у року од 6 месеци), након чега се процес стабилизује и невус постаје статичан.
Спицов невус може да се развије у уобичајени сложени меланоцитни невус, а у неким случајевима подлеже и фибрози. Врло ретко може спонтано регресирати, а у 6% случајева малигни меланом коже може се појавити унутар невуса.